# Ingaleshwar, Basavana Bagevadi
Ingaleshwar là một làng thuộc tehsil Basavana Bagevadi, huyện Bijapur, bang Karnataka, Ấn Độ.